# Détroit de James Ross

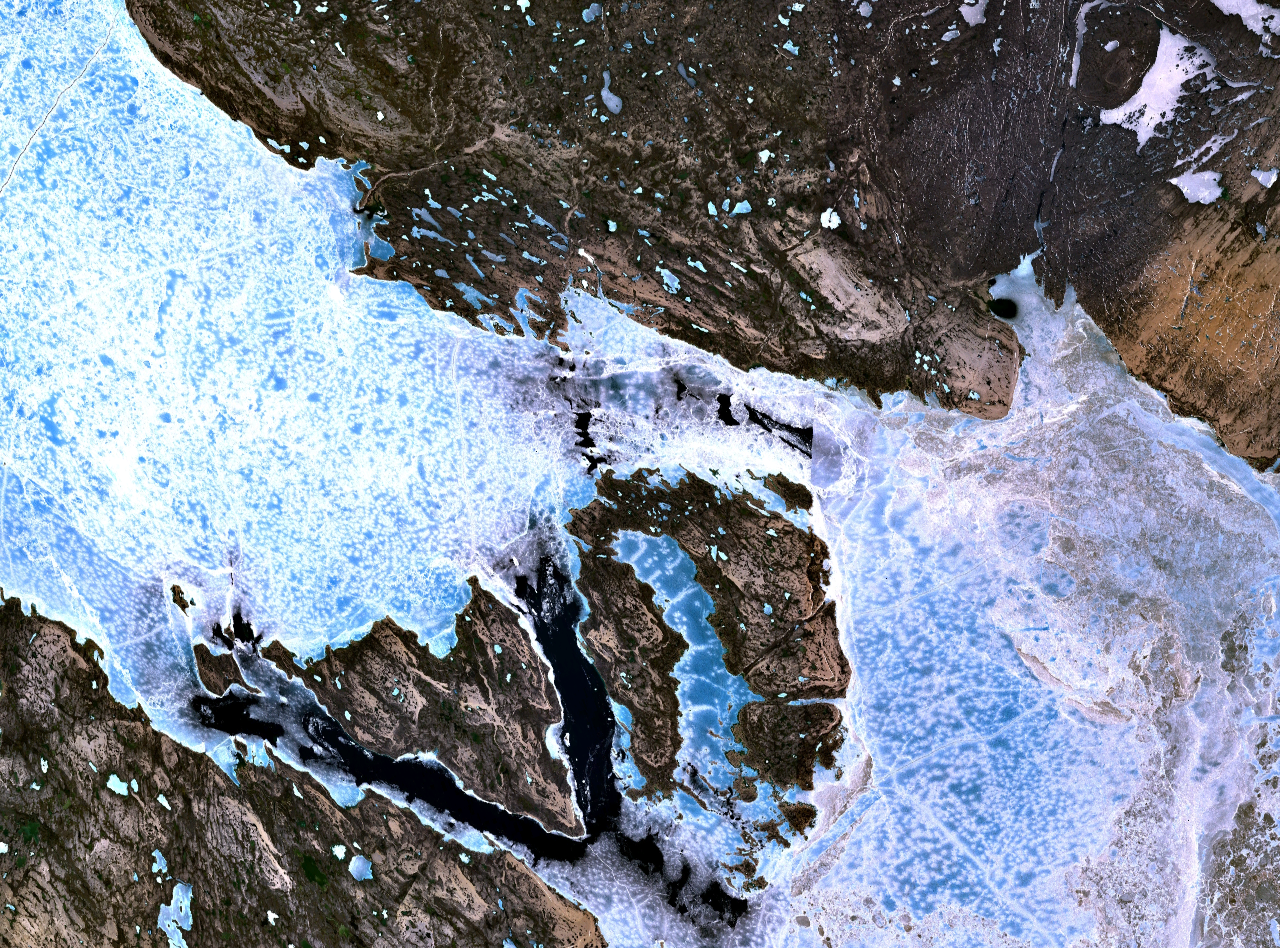
Image Landsat du détroit.

Le détroit de James Ross est un canal entre l'île du Roi-Guillaume et de la Péninsule Boothia dans la province canadienne du Nunavut. Il est nommé d'après explorateur polaire de James Clark Ross. Il connecte le passage McClintock au détroit Rae au sud.
Un certain nombre d'explorateurs polaires, à la recherche du passage du Nord-Ouest ont navigué à travers le détroit, dont John Franklin et de Roald Amundsen.
Les îles de ce passage incluent les îles Clarence, les îles Tennent, l'île Beverley et l'île Matty.